# Smarchowice Wielkie
Smarchowice Wielkie (w latach 1890-1945 Groß Marchwitz, do końca 1889 r. Polnisch Marchwitz) – wieś w Polsce, w województwie opolskim, w powiecie namysłowskim, w gminie Namysłów.
W latach 1945–1954 miejscowość była siedzibą gminy Smarchowice Wielkie.

## Nazwa
Miejscowość po raz pierwszy w źródłach wzmiankowana jest w 1295 r. jako Smarchowicz Polonicalis. W dokumentach nowożytnych występuje pod nazwą Polnischmarchwic, z której w XIX w. wykrystalizowała się forma Polnich Marchwitz, zapisywana w języku polskim jako Polski Smarchów. 1 stycznia 1890 r. nazwa wsi została zmieniona na Groß Marchwitz (pol. Wielki Smarchów lub Duży Smarchów).
12 listopada 1946 r. nadano miejscowości polską nazwę Smarchowice Wielkie, określając II przypadek jako „Smarchowic”; w późniejszym czasie zmieniono dopełniacz na „Smarchowic Wielkich”.

## Historia
W 1933 r. w miejscowości mieszkało 1012 osób, a w 1939 r. – 1084 osoby.

## Zabytki
Do rejestru zabytków Narodowego Instytutu Dziedzictwa wpisany jest:
- park z końca XVIII wieku.